# Circle Jerks
Circle Jerks är ett amerikanskt hardcore/punkband från Hermosa Beach som bildades 1979. 

## Historia
Efter att ha slutat i Black Flag bildade sångaren Keith Morris Circle Jerks 1979 tillsammans med gitarristen Greg Hetson, basisten Roger Rogerson och trummisen Lucky Lehrer. Många av låtarna på debutalbumet Group Sex hade Morris skrivit redan under tiden i Black Flag. De medverkade också i Penelope Spheeris dokumentärfilm The Decline of Western Civilization 1980.
Gruppens andra album Wild In The Streets släpptes i originalversionen 1982 på Faulty Products (USA) och Step Forward Records (England, Frankrike). När skivan återutgavs 1988 på Frontier Records hade originalmixarna förlorats och skivan fick då en mjukare och mer kommersiell remix av Kerry Faye. Endast vinyl- och kassettutgåvorna från 1982 har den "punkigare" originalmixen.
Bandet hade flera medlemsbyten under både 1980-talet och 1990-talet, och låg helt nere mellan 1989 och 1993. Bland de medlemmar som kommit och gått märks Chuck Biscuits (Danzig, D.O.A.) och Chris Poland (Megadeth). Hetson är också medlem i Bad Religion.
Under inspelningen av vad som skulle bli ett nytt Circle Jerks-album 2010 splittrades bandet åter igen och Keith Morris bildade då OFF!. 
Circle Jerks medverkar som sig själva i Alex Coxs actionfilm Repo Man (1984). Keith Morris har också spelat i ett antal filmer, bland annat Sid and Nancy (1986), också av Cox, och Circa '82 (2004) med Ashley Blue.

### Medlemmar
- Keith Morris – sång (1979–2010)
- Greg Hetson – gitarr (1979–2010)
- Zander Schloss – bas (1984–2010)
- Kevin Fitzgerald – trummor (2001–2010)

### Tidigare medlemmar
- Roger Rogerson - bas
- Earl Liberty - bas
- Chris Poland - bas
- Lucky Lehrer – trummor
- Chuck Biscuits – trummor
- Keith Clark
- Tom Barta

## Diskografi

### Album
- 1980: Group Sex
- 1982: Wild in the Streets
- 1983: Golden Shower of Hits
- 1985: Wonderful
- 1987: VI
- 1995: Oddities, Abnormalities and Curiosities[4]